# Denizbank
Denizbank est une banque turque.

## Histoire
En mai 2018, Emirates NBD annonce l'acquisition de Denizbank, une banque turque ayant plus de 700 agences et qui était détenue par Sberbank, pour 3,2 milliards de dollars.